# Red (aparejo)

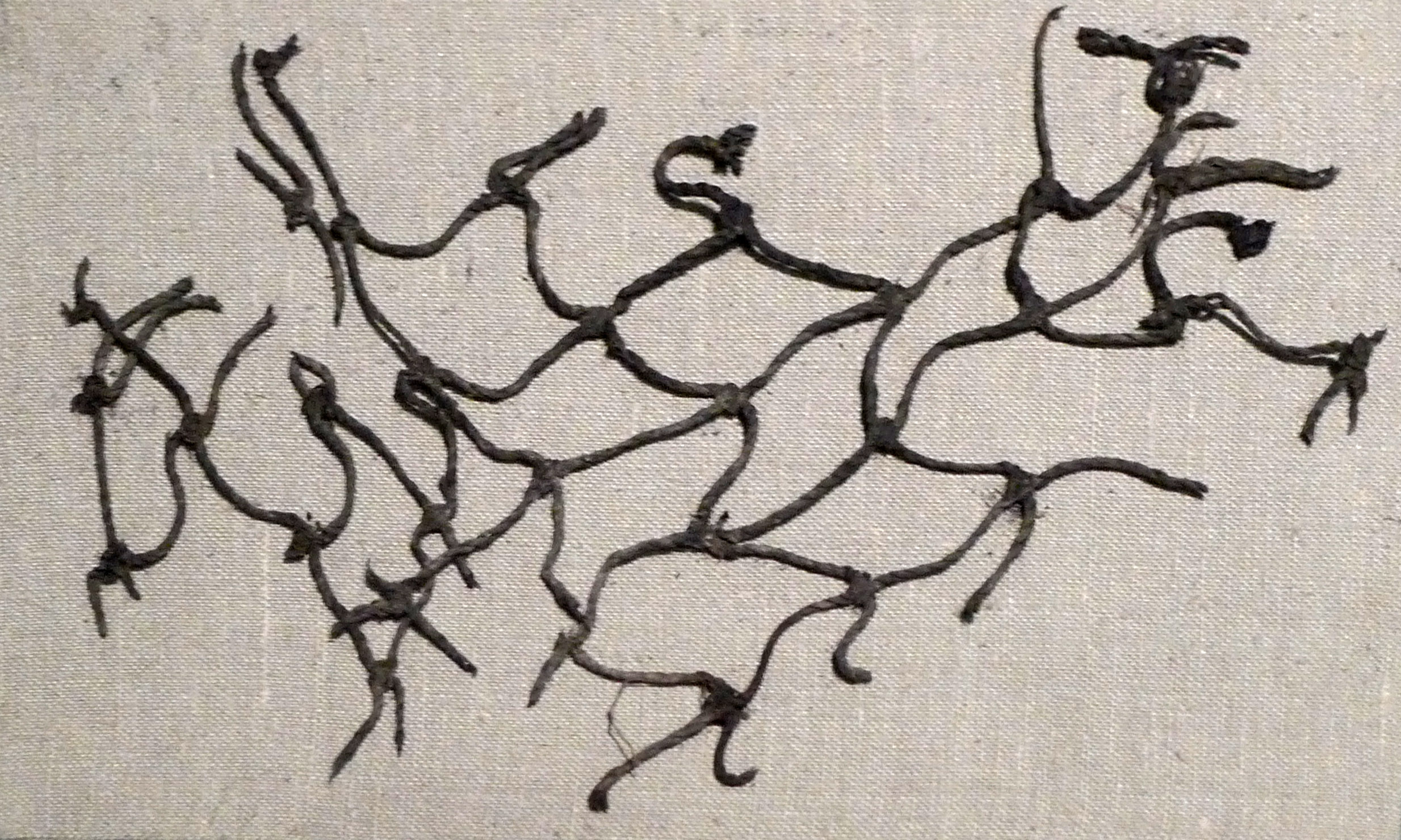
Restos de una red de pesca usada durante el neolítico

Una red (del latín: rete) es un instrumento consistente en una estructura de malla formada por cuerdas, hilos o alambres que pueden estar simplemente entrelazados o anudados entre sí. Su principal característica es su capacidad de retener objetos sólidos según su tamaño mientras que permite el paso de fluidos u otros objetos más pequeños que la propia malla. Requiere menos material que algo similar a una lámina y proporciona un grado de transparencia, así como flexibilidad y ligereza. Es un instrumento con un largo recorrido entre los usados por el ser humano a lo largo de su historia.
La malla puede estar hecha de diversos materiales. Tradicionalmente, se han usado tejidos animales o vegetales, generalmente ya entrelazados formando cuerdas, aunque en la actualidad se emplean también tejidos sintéticos como el nailon o metales como el acero cuando se necesita que aguante esfuerzos mucho mayores.
Las redes han sido construidas por los seres humanos desde al menos el período Mesolítico para su uso en la captura o retención de cosas. Su estructura abierta proporciona ligereza y flexibilidad que permiten transportarlos y manipularlos con relativa facilidad, lo que los hace valiosos para tareas metódicas como la caza, la pesca, el sueño y el transporte.

## Historia
Aunque los antropólogos consideran que la pesca con red es una tecnología temprana, quedan pocas pruebas, ya que las redes se fabricaban con material orgánico descomponible. Las primeras redes conocidas se descubrieron en Finlandia y datan de hace entre 8000 y 5000 años. Aunque la mayoría de las redes han desaparecido, los arqueólogos pueden deducir su existencia gracias al descubrimiento de platinas de piedra. Hasta ahora, se han descubierto platinas de piedra en asentamientos marinos neolíticos de todo el mundo: en el Mar Rojo, el Mediterráneo oriental, Europa y el noreste de Asia, incluidos China, Corea del Sur y Japón.
Las redes más antiguas encontradas son del Mesolítico, pero es probable las redes hayan existido desde el Paleolítico superior. Las redes solían estar fabricadas de materiales precederos lo cual limita los registros arqueológicos disponibles. Algunas redes se conservan en gel, y también por la impresión sobre arcilla de redes.

## Fabricación y reparación de redes

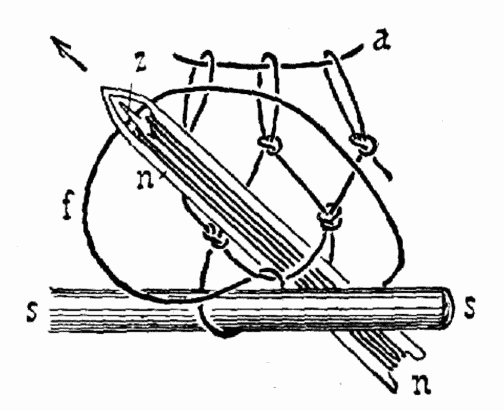
Un método para fabricar redes es atar las vueltas de escota utilizando una aguja de red y un calibrador. Clave:
- a) cuerda de la cabeza
- f) bucle del pliegue que se está atando
- n) lanzadera de red.

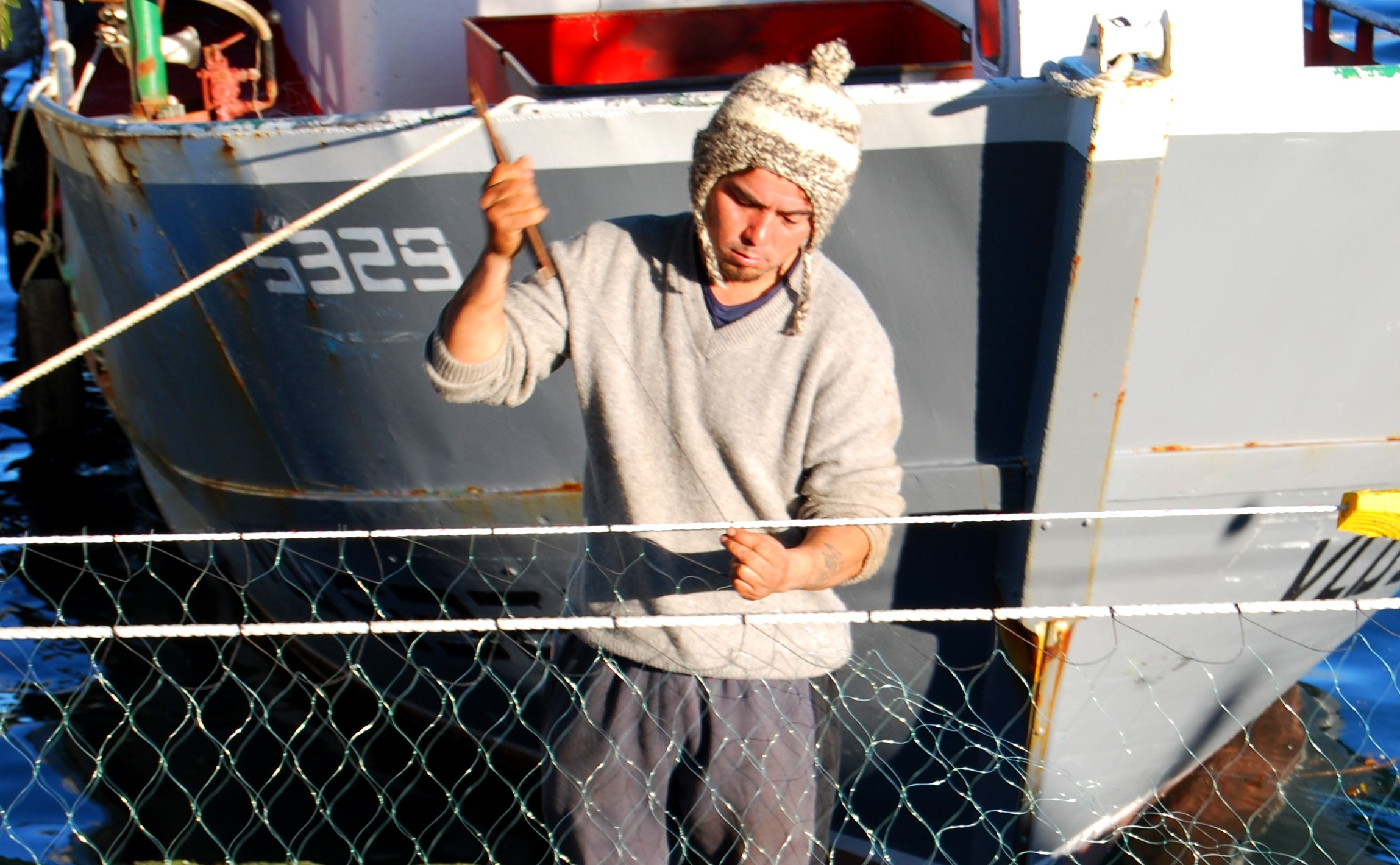
Reparando una red; atando un trozo de red a una nueva soga.

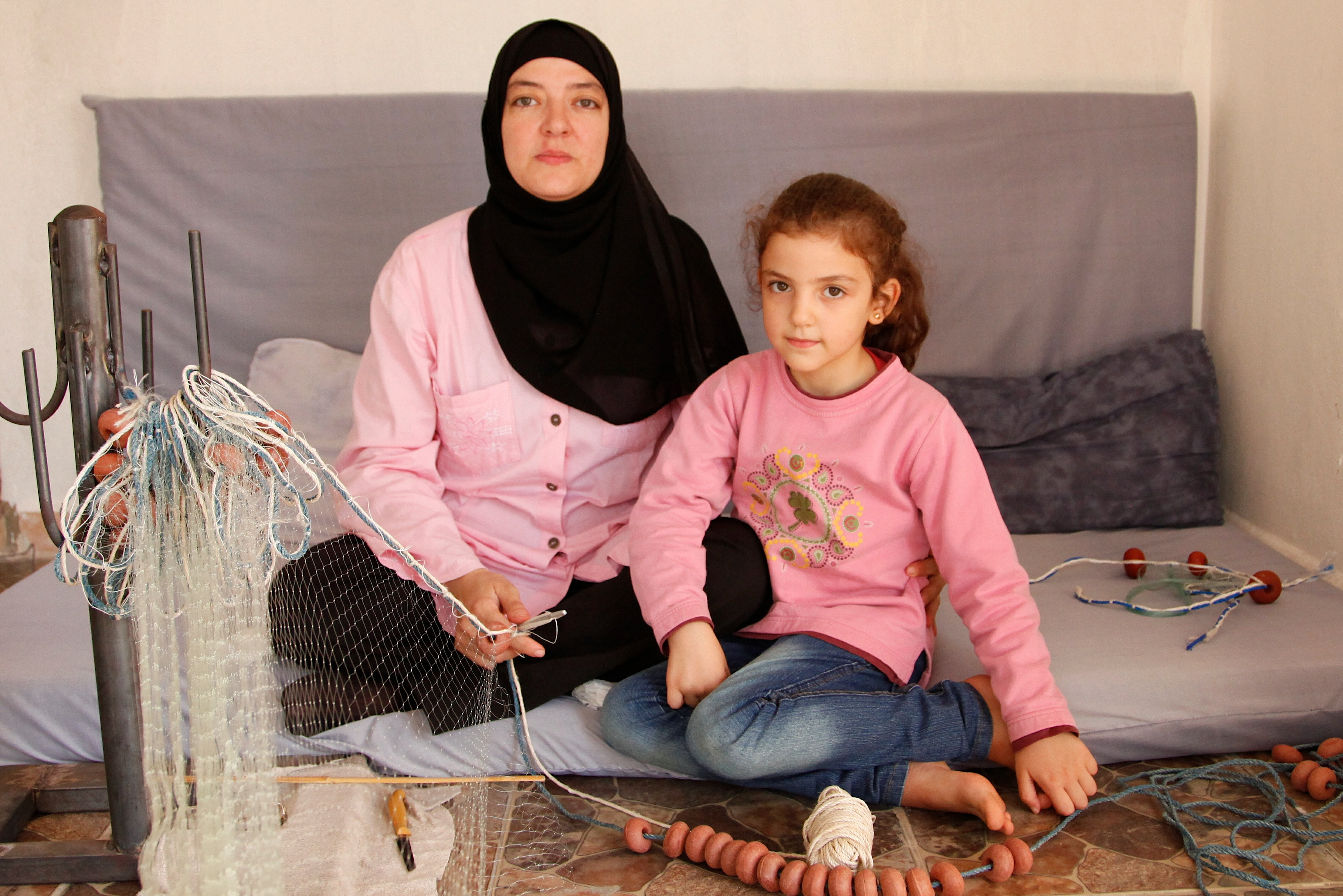
Algunas redes se siguen haciendo a mano. Esta imagen de 2013 muestra a una refugiada siria en el Líbano en su casa, anudando manualmente una red de pesca destinada a la venta.

Originalmente, todas las redes se hacían a mano. La construcción comienza desde un único punto para las redes redondas, como las redes de bolso, las bolsas de red o las redes de pelo, pero las redes cuadradas suelen comenzar desde una relinga superior. Se ata un cabo a la relinga superior a intervalos regulares, formando una serie de bucles. Esto puede hacerse con nudo corredizo o con otros nudos, como el nudo ballestrinque. Las hileras siguientes se trabajan con nudo vuelta de escota, como se muestra en el diagrama, o con otro nudo. Algunas redes, como las hamacas, pueden ser tejidas en lugar de anudadas.
Para evitar arrastrar un largo tramo de hilo suelto a través de cada nudo, el hilo se enrolla en una lanzadera de red o en una aguja de red. Esto debe hacerse correctamente para evitar que se retuerza mientras se utiliza, pero hace que la producción de redes sea mucho más rápida. Se utiliza un calibrador -a menudo un palo liso- para mantener los bucles del mismo tamaño y la malla uniforme. La primera y la última hilera se hacen generalmente con una galga de medio tamaño, para que los bordes de la red sean lisos. También hay redes sin nudos.
Algunas redes todavía son moldeadas por sus usuarios finales, aunque ahora las redes suelen anudarse a máquina.
Cuando se rasga un agujero en una red, hay menos agujeros en ella que antes de que se rasgara la red. Sin embargo, la concentración de tensiones en los bordes del agujero a menudo hace que se desgarre más, por lo que es importante repararlo a tiempo. Reparar las redes a mano sigue siendo una habilidad importante para quienes trabajan con ellas.

## Materiales
Las redes pueden fabricarse con casi cualquier tipo de fibra. Los materiales tradicionales de las redes variaban según lo que estuviera disponible localmente; las primeras redes de pesca europeas solían estar hechas de lino, por ejemplo. Los materiales sintéticos más duraderos son ahora bastante universales. Las redes de monofilamento de nailon son transparentes, por lo que se utilizan a menudo para la pesca y la captura.

## Propiedades estructurales
.

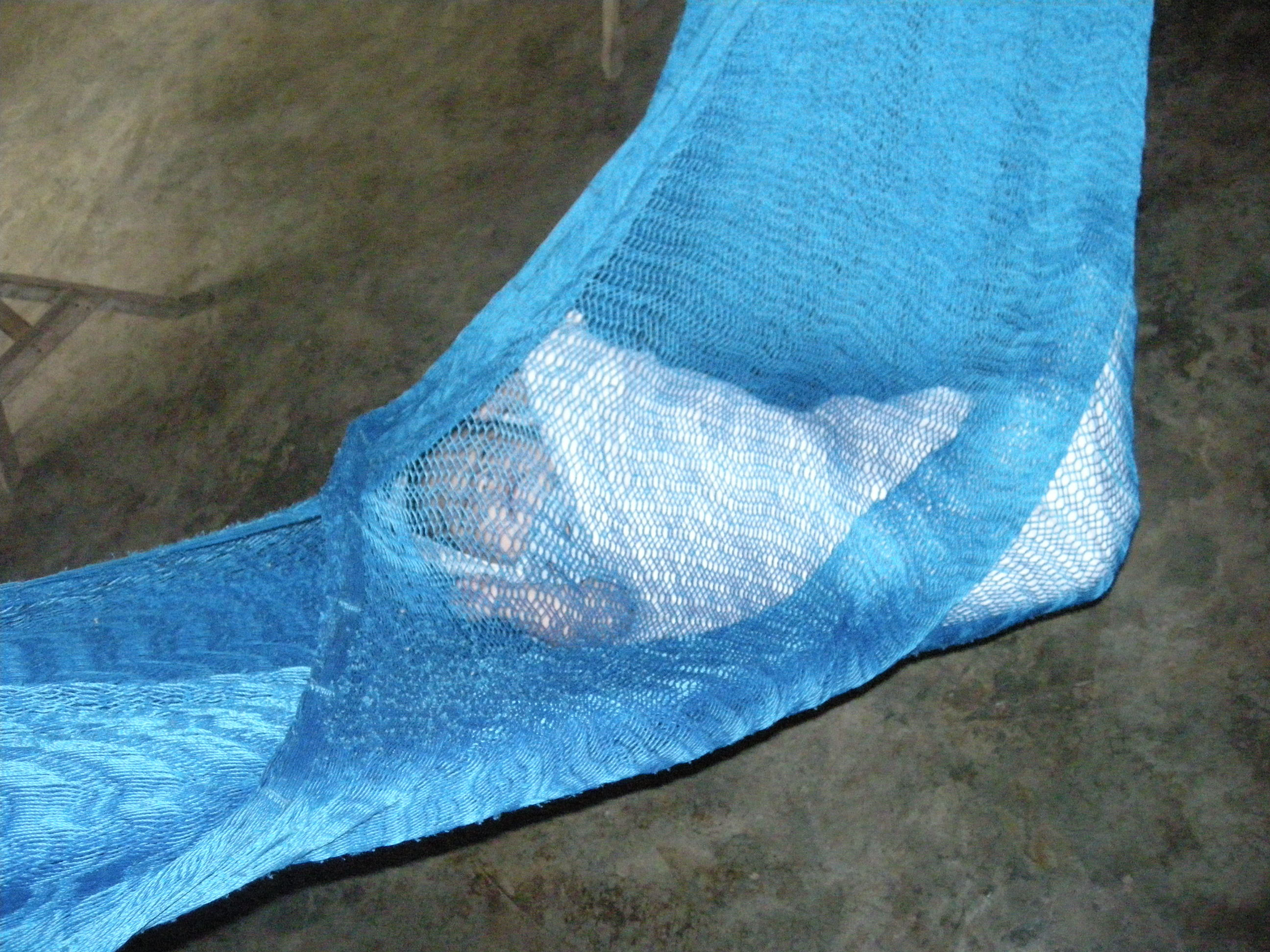
La red retorcida de una hamaca maya es muy elástica, lo que le permite sostener con seguridad a este bebé dormido

Las redes, como los tejidos, se estiran menos a lo largo de sus hebras constituyentes (las «barras» entre nudos) que en diagonal a través de los huecos de la malla. Están hechas, por así decirlo, al bies. La elección del material utilizado también afecta a las propiedades estructurales de la red. Las redes se diseñan y construyen para su finalidad específica modificando los parámetros del tejido y el material utilizado. Las redes de seguridad, por ejemplo, deben desacelerar gradualmente a la persona que las golpea, normalmente teniendo una curva de tensión-deformación cóncava hacia arriba, en la que la cantidad de fuerza necesaria para estirar la red aumenta cuanto más se estira la red.

## Usos

### Transporte
Algunos ejemplos son las redes de cargas y las bolsas de red. Algunas hortalizas, como las cebollas, se transportan a menudo en redes.

### Arma
Algunos gladiadores romanos, conocidos como reciarios, luchaban generalmente con una red, un tridente y una daga.

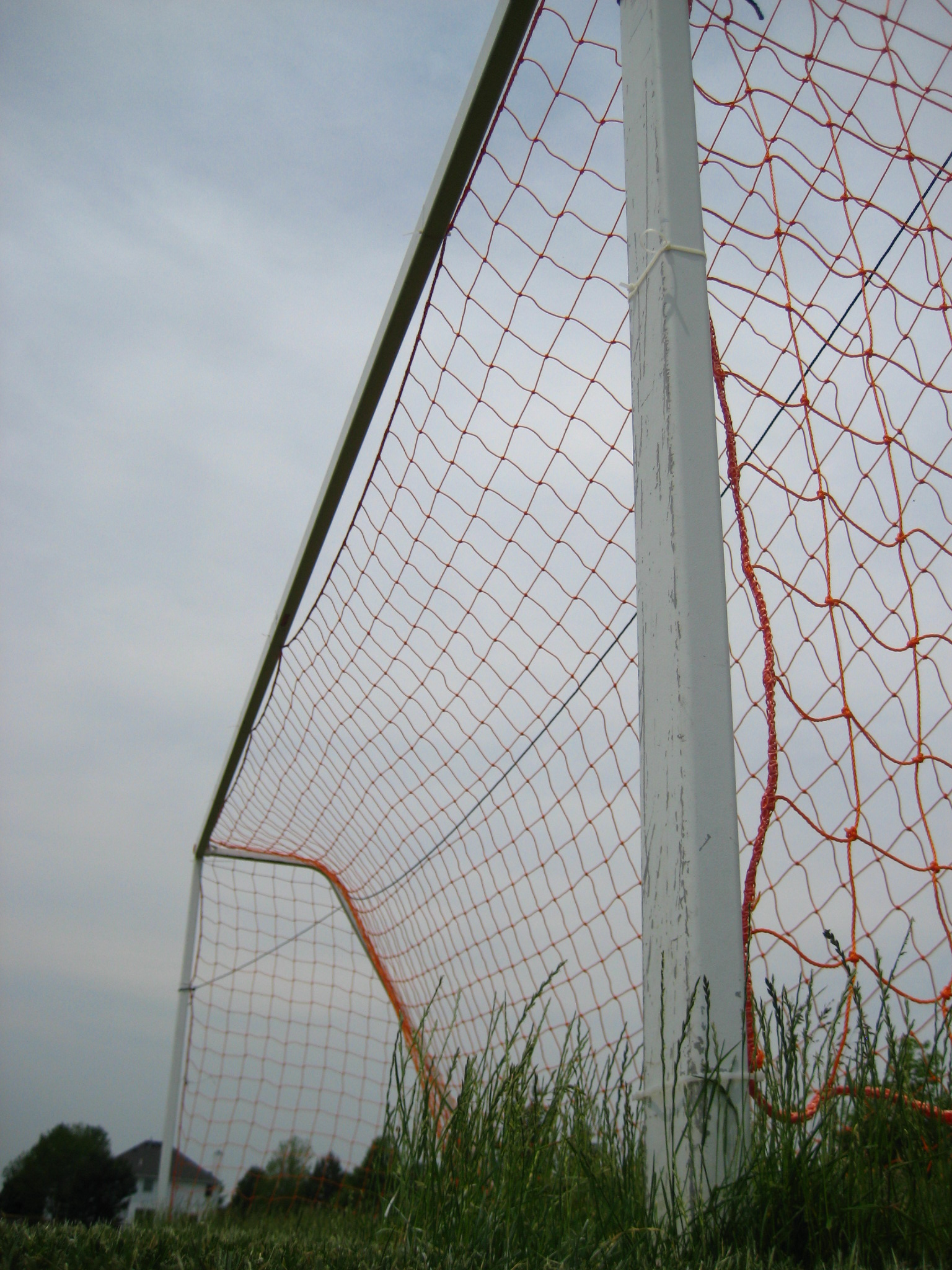
Red en un arco de fútbol

### Deportes
En multitud de deportes, especialmente en aquellos de pelota, se emplean redes con el propósito de atrapar la pelota con la que se juega. En algunos casos, esto tiene como objetivo evitar su pérdida o facilitar la fluidez del juego, manteniéndola en un lugar accesible como, por ejemplo, una portería, siendo este el caso del fútbol. En otros deportes se usa como obstáculo para aumentar la dificultad de la actividad, como en el tenis o el ping pong. También existen ejemplos de deportes, como el lacrosse, en los que la red es una parte fundamental del instrumento con el que se juega. En esta última categoría, se incluyen también la mayoría de deportes de raqueta, instrumento formado en algunos casos, como en el bádminton, por una red rígida.

### Artes escénicas
En ciertas artes escénicas, en especial en aquellas más relacionadas con el mundo del circo como pueden ser los espectáculos de acrobacias o equilibrismo, es habitual el empleo de redes de protección que permitan amortiguar la caída de quien esté realizando el espectáculo, ya sea por un error y la consecuente pérdida de equilibrio o de forma deliberada para descender al nivel del suelo. Esto es especialmente útil en las sesiones de entrenamiento, cuando se están ensayando nuevos movimientos o aún se carece de la experiencia necesaria.

### Captura de animales
El hecho de que la estructura de malla permita retener solo los objetos del tamaño deseado, dota a las redes de gran utilidad para la captura de animales acuáticos, como en el caso de la redes de pesca, y aéreos, como los cazamariposas o las empleadas en ornitología para capturar aves y anillarlas.

### Prevenir el acceso de insectos
Las redes de malla pequeña se utilizan para fabricar mosquiteros, los que pueden estar hechos de algodón, polietileno, poliéster, polipropileno, metal o nailon. Un tamaño de malla de 1,2 milímetros es suficiente para detener a los zancudos. Otros tamaños más pequeños, por ejemplo, de 0,6 milímetros, es capaz de detener otros insectos más pequeños que pican, como el jején.
La malla es un tejido lo suficientemente apretado para detener que los insectos ingresen, pero suficientemente abierto para no interferir con la ventilación. El marco suele ser autoportante o independiente, aunque puede diseñarse para fijarse desde la parte superior a un soporte alternativo, como las ramas de un árbol.
Esta misma característica, permite la construcción de mosquiteras para evitar la picadura de mosquitos tanto por las molestias que producen como por su eficacia para la prev|ención de las enfermedades que estos u otros insectos aéreos pueden transmitir. Además, aunque se requieran entramados con espacios mucho más pequeños, esto no impide el paso de la luz o de la circulación de aire, al contrario que una telas cualquiera.

### Redes de seguridad
Una red puede ser usada como elemento de seguridad para proteger bienes materiales o personas de caídas de objetos en zonas de alto riesgo. El ejemplo más habitual, es la instalación de grandes mallas metálicas en zonas rocosas muy verticales con gran peligro de desprendimiento y, en concreto, cuando estas se encuentran junto a una carretera. Otros casos se dan en canteras, obras u otros centros de trabajo donde existen objetos de gran tamaño y peso a determinada altura y ante los cuales protecciones más simples, como un casco no son efectivas.

### Empleo figurado del término
La estructura de malla de una red y su semejanza con muchos conceptos en las ciencias naturales, ciencias sociales e ingeniería ha aumentado considerablemente el número de significados asociados al término para conceptos que se puedan definir como una serie de elementos organizados con una determinada finalidad. En este sentido, dada la enorme difusión de sus respectivos usos del término, destacan los ámbitos de la computación, las telecomunicaciones o el transporte.

## Redes modernas de pesca industrial
Características Técnicas
Las redes modernas de pesca industrial son construidas bien de:
- Nylon, se utiliza comúnmente debido a su resistencia, durabilidad y resistencia a la abrasión y a la degradación por UV. Las redes de nylon son ligeras y tienen una alta resistencia a la tracción.
- Polietileno, es otro material popular que es resistente a los rayos UV y a los productos químicos. Se usa en redes que necesitan ser más resistentes a las condiciones ambientales.
- Poliéster, conocido por su resistencia y su capacidad para resistir estiramientos y abrasiones. Se usa a menudo en redes diseñadas para aplicaciones de alta resistencia.

Tipos de Malla
Redes de arrastre: se utilizan para capturar grandes cantidades de peces desde el fondo del mar. Tienen una forma de embudo con un extremo similar a una bolsa donde los peces se acumulan.
Redes de enmalle: Consisten en un panel vertical de enmallado, donde los peces quedan atrapados por las branquias. Pueden colocarse para capturar especies específicas en función del tamaño de la malla.
Redes de cerco: Una gran pared de enmallado utilizada para rodear bancos de peces. Una vez que la red se cierra en la parte inferior, los peces quedan atrapados.
Líneas de anzuelos: Consisten en una línea principal con anzuelos cebados espaciados a lo largo de su longitud. Este método está diseñado para capturar especies específicas y minimizar la captura incidental.
Tamaño de la Malla
El tamaño de la malla varía según la especie objetivo y el tipo de red. Se utilizan mallas más grandes para peces más grandes, mientras que se utilizan mallas más pequeñas para capturar especies más pequeñas. Los tamaños de malla a menudo están regulados para evitar la sobrepesca y proteger a los peces juveniles.
Integración Tecnológica
Las redes modernas a menudo se utilizan junto con tecnología de sonar y GPS para localizar peces de manera más eficiente y gestionar las zonas de pesca. También se utilizan cámaras y sensores para monitorear las capturas y la captura incidental, garantizando el cumplimiento de las regulaciones y mejorando la sostenibilidad.
Detalles Constructivos
Las redes se fabrican típicamente anudando longitudes de filamento. Se utilizan diversas técnicas de anudado para asegurar la resistencia y durabilidad. Se utilizan diferentes patrones de tejido, como el tejido liso o el tejido de sarga, para crear redes con propiedades y resistencias específicas.
Las redes pueden estar equipadas con flotadores para mantenerlas a la profundidad deseada o para mantenerlas a flote cuando no se utilizan.  Las redes que se hunden se equipan con pesos o lastres para garantizar que permanezcan a la profundidad deseada y mejorar la eficiencia del enmallado.
El tamaño de las redes puede variar ampliamente, desde redes pequeñas para pesca artesanal hasta redes grandes utilizadas en barcos pesqueros comerciales. Por ejemplo, las redes de arrastre pueden medir varios cientos de metros de longitud. Las redes se diseñan en varias formas, incluyendo rectangular, cónica o circular, dependiendo de su propósito y del método de pesca.
Mantenimiento y Durabilidad
Las redes están sujetas a desgaste y a menudo requieren mantenimiento y reparación regular. Se utilizan repuestos y kits de reparación para arreglar secciones dañadas. Las redes se limpian regularmente para eliminar escombros y prevenir el crecimiento de organismos marinos que podrían dañar el material de la red.
Consideraciones Ambientales
Las redes modernas se diseñan con características como paneles de escape o modificaciones para reducir la captura incidental y minimizar el impacto ambiental. La investigación está en curso sobre materiales de enmallado biodegradables para reducir el impacto ambiental de las redes perdidas o desechadas.